# Мединський Олег Костянтинович
Оле́г Костянти́нович Меди́нський (6 червня 1968, с. Іллінка, Біляївський район Одеська область, Українська РСР, СРСР — 5 вересня 2016, Маріуполь, Донецька область, Україна) — капітан 2 рангу (посмертно) ВМС Збройних Сил України, заступник командира по роботі з особовим складом 73-го морського центру спеціальних операцій, позивний «Вусатий», спортсмен і тренер. Учасник російсько-української війни.

## Життєпис
Ветеран 73-го морського центру спеціальних операцій (Очаків), після багаторічної служби у морському спецназі звільнився в запас. Проживав з сім'єю в Очакові. Займався спортивно-патріотичним вихованням молоді, був тренером з кіокушин-кан карате (чорний пояс II дан). Засновник і президент Військово-патріотичного спортивного клубу «Майський» в Очакові, з 2006 року. Коли почалися бойові дії на сході України, повернувся у військо, і з 2014 року перебував у зоні проведення АТО.
За два роки війни Мединський побував практично у всіх «гарячих точках», включаючи Іловайськ.
5 вересня 2016 року загинув в районі міста Маріуполь, підірвавшись на протипіхотній міні під час виконання бойового завдання. За іншими даними загинув у бою у районі Мар'їнки від осколків міни.
В Очакові попрощатися з офіцером прийшли тисячі людей. Поховали Олега в рідній Іллінці, в нього залишилися дружина, троє дітей та двоє онуків.

## Нагороди
За особисту мужність і високий професіоналізм, виявлені у захисті державного суверенітету та територіальної цілісності України, вірність військовій присязі, відзначений — нагороджений:
- орденом «За мужність» III ступеня (3.7.2015);
- орденом Богдана Хмельницького III ступеня (посмертно, 19.11.2016).